# Pau do Presidente
Monumento que marca o início da construção da Rodovia Transamazônica, conhecido como "Pau do Presidente".
Pau do Presidente é a forma popular como é conhecido o monumento Praça do Presidente, localizado na Rodovia Transamazônica, próximo ao município de Altamira, no Pará. O monumento foi construído no local onde ocorreu a cerimônia de início da construção da estrada em 9 de outubro de 1970, e foi inaugurado em 27 de setembro de 1972, quando foi entregue o primeiro trecho construído da rodovia.

## Histórico
O Monumento Pau do Presidente é uma homenagem ao início da construção da Rodovia Transamazônica, parte do Programa Nacional de Integração (PIN) desenvolvido pelo governo do ditador Emílio Garrastazu Médici. Teve como objetivo simbolizar de forma concreta o projeto de colonização e expansão do domínio territorial que fazia parte do discurso da Ditadura Militar na época. O governo tinha o entendimento de que colonizar a Amazônia, um território “vazio”, “ocioso” e “desintegrado” do restante do país  e a construção da Rodovia era uma das maneiras conquistar o progresso civilizacional.

## Inauguração
A inauguração do monumento ocorreu no dia 27 de setembro de 1972, em uma cerimônia pública que contou com a presença de várias autoridades. O general Emílio Garrastazu Médici descerrou uma placa, fixada em um tronco de castanheira, com os seguintes dizeres:
Retornando depois de vinte meses, às paragens históricas do rio Xingu, onde assistiu ao início da construção desta imensa via de integração nacional, o Presidente Emílio Garrastazu Médici entregou hoje ao tráfego o primeiro grande segmento da Transamazônica, entre o Tocantins e o Tapajós, traduzindo a determinação do povo brasileiro de construir um grande e vigoroso país. Altamira, 27-setembro-1972
Durante a cerimônia de inauguração, o presidente Garrastazu Médici aplaudiu a derrubada da castanheira de 50 metros de altura, que simboliza o marco do início da construção do trecho da via de integração nacional que ligaria o norte ao nordeste com aproximadamente 3 mil quilômetros de extensão. O trecho inaugurado por Médici em 1972 foi construído pelas empreiteiras Mendes Junior, de Minas Gerais, e Queiroz Galvão, de Pernambuco, que já possuíam experiência de construção de rodovias na região. O monumento, constituído por três mastros de cerca de 10 metros cada que representam os três poderes da República, foi construído a partir de um pedaço de tronco de castanheira-do-pará, derrubado simbolicamente pelo presidente Médici em 9 de outubro de 1970, quando se iniciaram as obras de construção da Transamazônica.

## Restauro
Em 2013, o vereador João Roberto Mendes (DEM/PA), mais conhecido como “João do Biscoito”, requereu a restauração do Pau do Presidente, sob a justificativa “por esse marco simbolizar a abertura da Transamazônica e ter uma grande importância histórica e atualmente se encontra em um estado totalmente deteriorado.”
Por intermédio do deputado federal Joaquim de Lira Maia (DEM/PA), o requerimento de João do Biscoito foi encaminhado ao diretor-geral do Departamento Nacional de Infraestrutura e Transportes (DNIT), o general Jorge Ernesto Pinto Fraxe, seguindo, posteriormente, para a Superintendência Regional do DNIT, a fim de efetivar a restauração do monumento.
No dia 9 de outubro de 2013, em uma cerimônia comandada pelo prefeito Domingos Juvenil, o monumento foi reinaugurado, 43 anos após a inauguração das obras da Rodovia Transamazônica em 1970.
Domingos Juvenil foi filiado à Aliança Renovadora Nacional (Arena), pelo qual foi nomeado prefeito de Altamira em 1976, por indicação do então governador do Pará, Aloysio Chaves. Sua nomeação devia-se ao fato de Altamira ter sido definida como área de segurança nacional pelo Decreto-lei n. 1473/1976.

## Questão indígena
O projeto da Transamazônica, que o monumento Pau do Presidente homenageia, representa também um genocídio indígena. Como era considerado prioridade dos governos militares na década de 1970 para conquistar o progresso, a sua execução atingiu severamente 29 grupos indígenas causando o extermínio de diversas etnias no sul do Estado do Amazonas. Essas violações cometidas contra os povos originários viraram alvo de investigações na Comissão Nacional da Verdade (CNV), tendo inclusive documentos que apontam alguns sobreviventes indígenas que trabalharam na construção da rodovia em regime de escravidão.